# Viracocha
Viracocha (en quítxua Qun Tiksi Wiraqucha) era considerat com l'esplendor originari o el Senyor, Mestre del Món. Realment va ser la primera divinitat dels antics peruans, és a dir els habitants del Caral, Chavín de Huántar, Huari i especialment els tiahuanaco, que provenien del llac Titicaca. El culte al deu creador va suposar un concepte d'allò abstracte i intel·lectual, i tan sols estava destinat a la noblesa. Viracocha era representat amb dues vares, que pareix que eren estòliques (propulsors) o warakas (fones gegants andines).
Viracocha, igual que altres deus, va ser un déu nòmada. Segons els mites va sorgir de les aigües i va crear el cel i la terra. Tenia un company alat, l'ocell Inti, una mena d'ocell mag, coneixedor de l'actualitat i el futur. Aquest tenia el nom de Corequenque a les tradicions orals, missatger dels déus, les plomes del qual s'utilitzaven per a la mascaypacha o corona de l'emperador o sapa inca.